# 紅茄萣慈明宮
紅茄萣慈明宮，又稱紅茄慈明宮，是位於臺灣臺南市學甲區紅茄萣仔（今三慶里一部份）的王爺廟，主祀池府千歲，此廟亦為該庄之庄廟、學甲十三庄角頭廟之一，會參加學甲上白礁暨刈香。。

## 沿革
紅茄萣仔地區早期為倒風內海區，後沖積成為陸地，土地鹽分重並多沼生植物，其中紅色茄萣樹遍佈聚落，成為地名由來。
聚落信仰早期為輪祀，祭祀於爐主家中，每年一換，後於中山堂集中祭祀。中山堂年久失修後此廟主神起乩指示建廟，1997年（民國86年）信徒大會授權「重建委員會」負責興建，建築結構、剪粘、對聯製作及書寫皆由本地人士進行，廟身上也以交趾陶雕塑在地民俗「放鴿笭」。2000年（民國89年）全廟竣工，同年農曆二月二十子時舉行入火安座儀式。

## 祀神
此廟主祀池府千歲，另祀有觀音佛祖、中壇太子、註生娘娘、福德正神、虎爺。

## 五營信仰
紅茄萣仔庄的五營由此廟設置，屬於張蕭劉連李系統。廟內2座五營旗分別屬於池府千歲及觀音佛祖，外營共8座，另有4座土崙。
外五營位於村莊邊界五方，為磚厝建築，皆朝向村莊外（中營位於廟前，面向東方），屋頂以磚頭疊成階梯型，前5階後7階，符合傳統屋頂「前短後長」的慣例。
大竹符有3營，位於村內東、南、西3個方位，形成內圈防衛、增強兵力。大竹符為高182－198公分的竹棍，棍上書寫「池府千歲、觀音佛祖、註生娘娘、福德正神、邵府千歲、黑虎大將」等眾神名諱，搭配八卦黑令旗，插在基座或塑膠管中。
4座土崙位於庄東福德祠前空地，各土崙中央皆插有一支八卦黑令旗，其中東土崙黑令旗下有一塊青石，表面紋路類似獅面，為早年祭煞設置。傳說頂洲曾有墳墓面對紅茄萣仔庄内，使村莊不平靜，村民前往官田區二鎮田厝慈明寺恭請觀音佛祖做主，最後以設立土崙及黑令旗的方式破解，至今村莊仍於農曆二月十九觀音誕辰安營釘竹符，隔日謝神，為全村重要的慶典。

## 信仰活動
此廟屬於學甲十三庄角頭廟之一，共尊學甲慈濟宮為「大廟」。角頭廟除廟名常包含「慈」或「濟」字、可分配大廟信徒代表及董監事名額外，有廟會時也會先前往大廟請火，更多半參加學甲上白礁暨刈香。

## 圖集

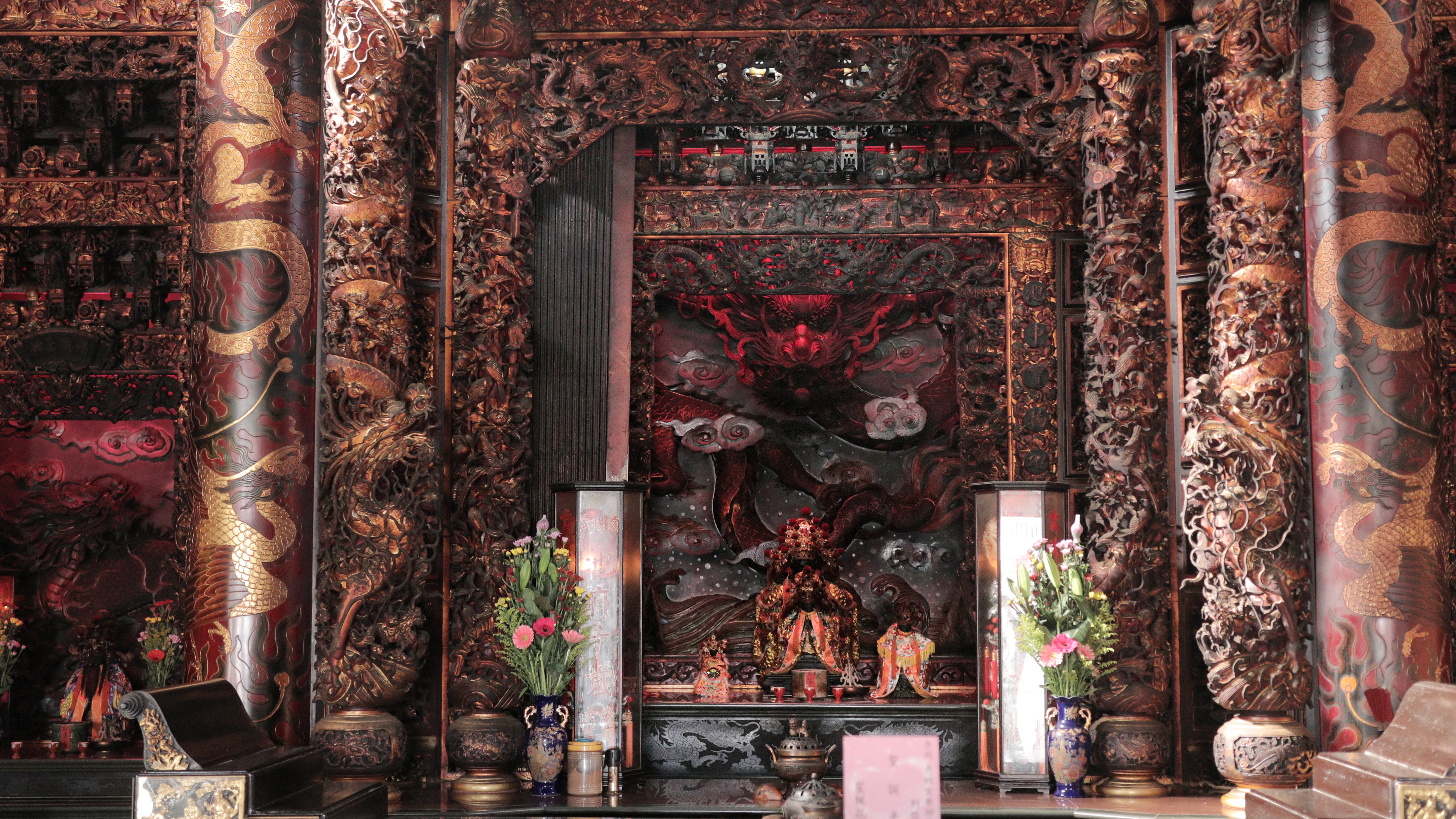
紅茄萣慈明宮-神龕
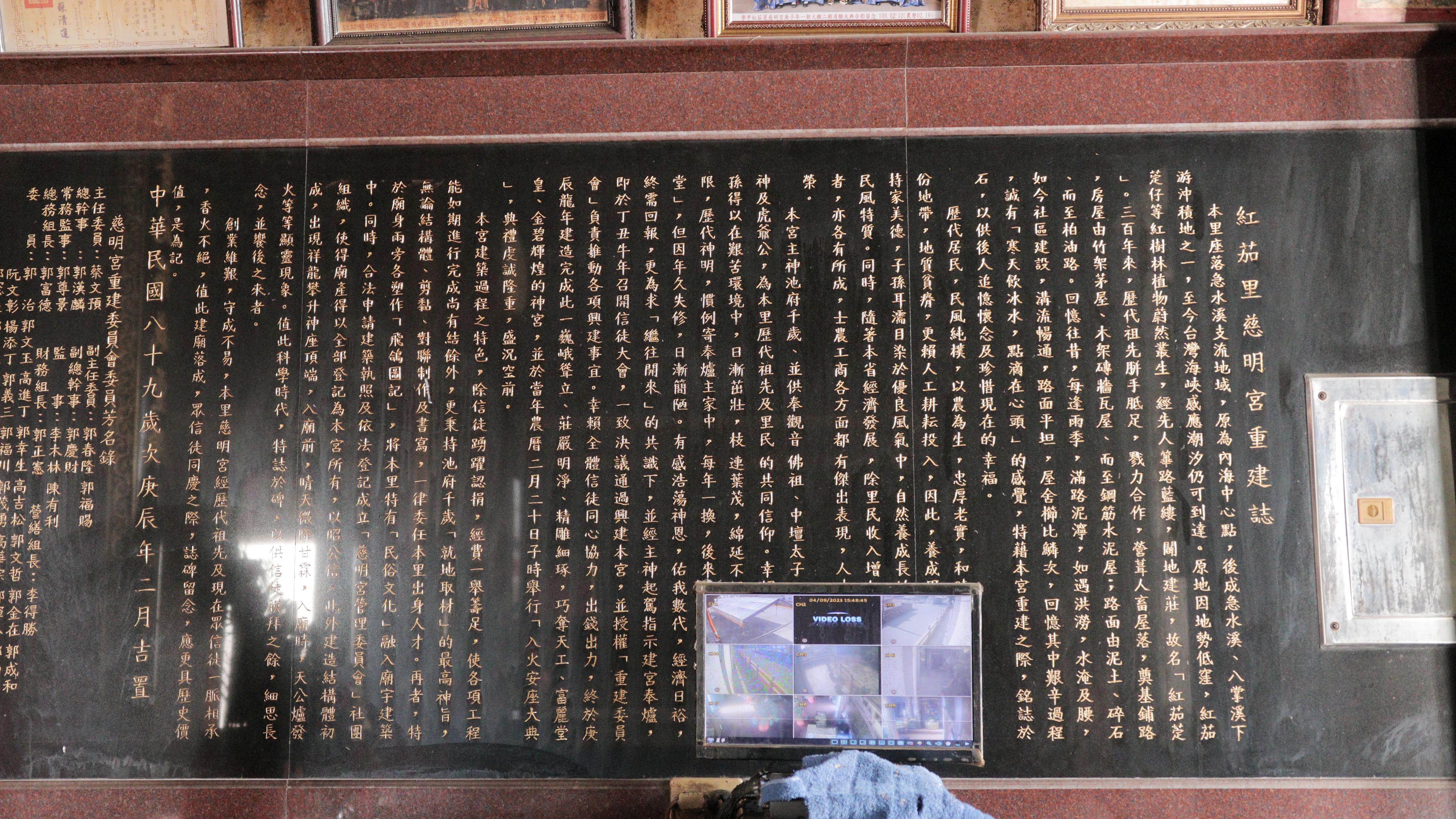
紅茄萣慈明宮-沿革碑
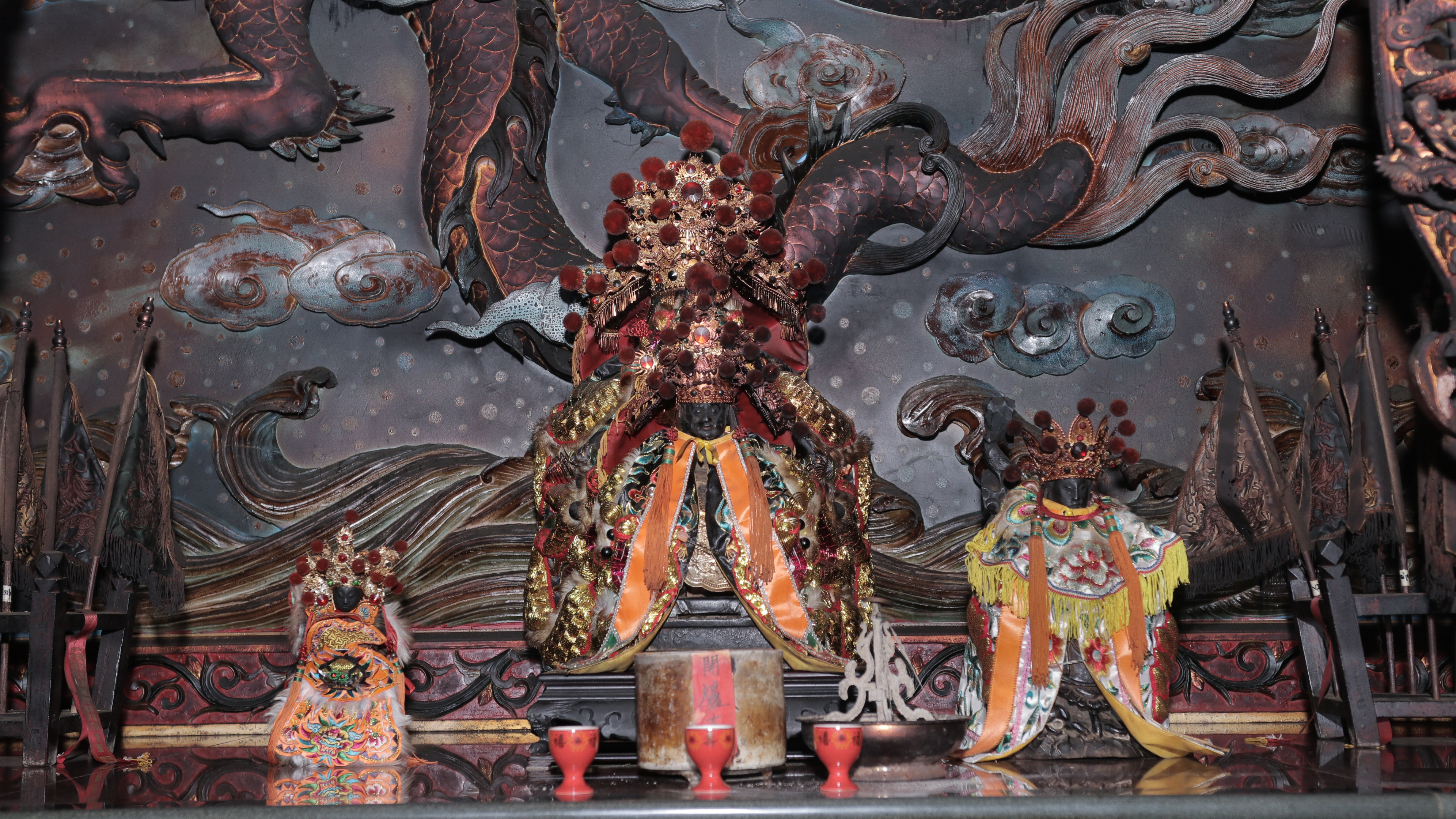
紅茄萣慈明宮-主祀池府千歲
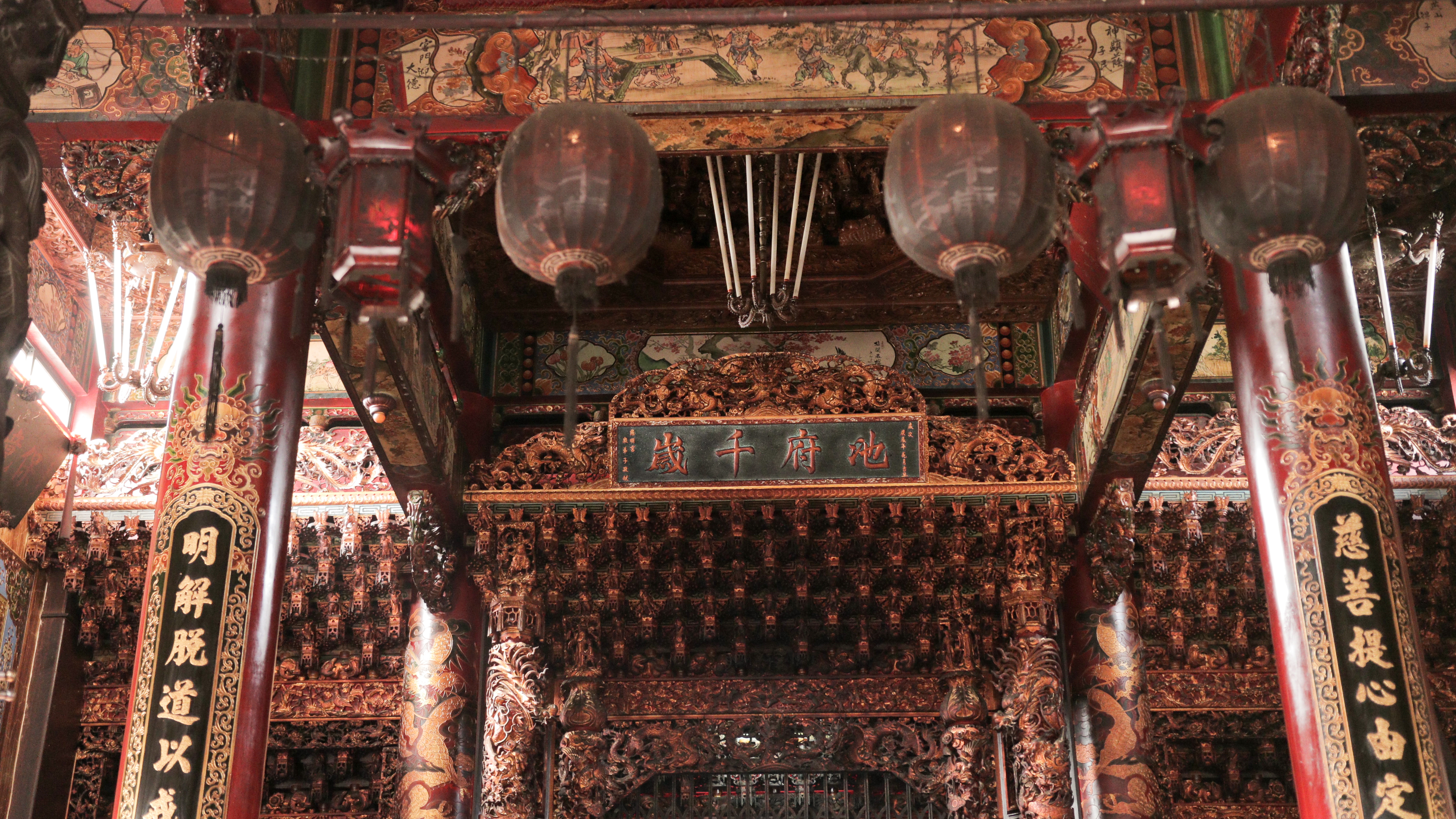
紅茄萣慈明宮-萬年燈

## 資料來源
1. 1 2  周宗楊. . 中央研究院文化資源地理資訊系統. 2011-10  [2024-01-14]. （原始内容存档于2023-12-21） （中文（臺灣））.
2. 1 2 3  黃, 文博. . 臺南縣新營市: 臺南縣立文化中心. 1994: 24–30  [2024-01-14]. ISBN 957-00-2651-0. （原始内容存档于2023-12-22） （中文（臺灣））.
3. ↑  . 臺南市學甲區公所官方網站. 2024-01-04  [2024-01-14]. （原始内容存档于2022-11-23） （中文（臺灣））.
4. 1 2 3 4 5  黃, 文博. . 臺南縣新營市: 臺南縣政府. 2004-12: 48–55. ISBN 9570179775 （中文（臺灣））.
5. ↑  . cloud.culture.tw.   [2023-10-04]. （原始内容存档于2024-01-12） （中文（臺灣））.
6. ↑  . 2021-04-24  [2024-01-14] （中文（臺灣））.
7. 1 2  . 2000  [2024-01-14]. （原始内容存档于2024-01-14） （中文（臺灣））.
8. ↑  . 社區通各社區網站-紅茄社區.   [2024-01-14]. （原始内容存档于2024-01-14） （中文（臺灣））.